# Pontstraße

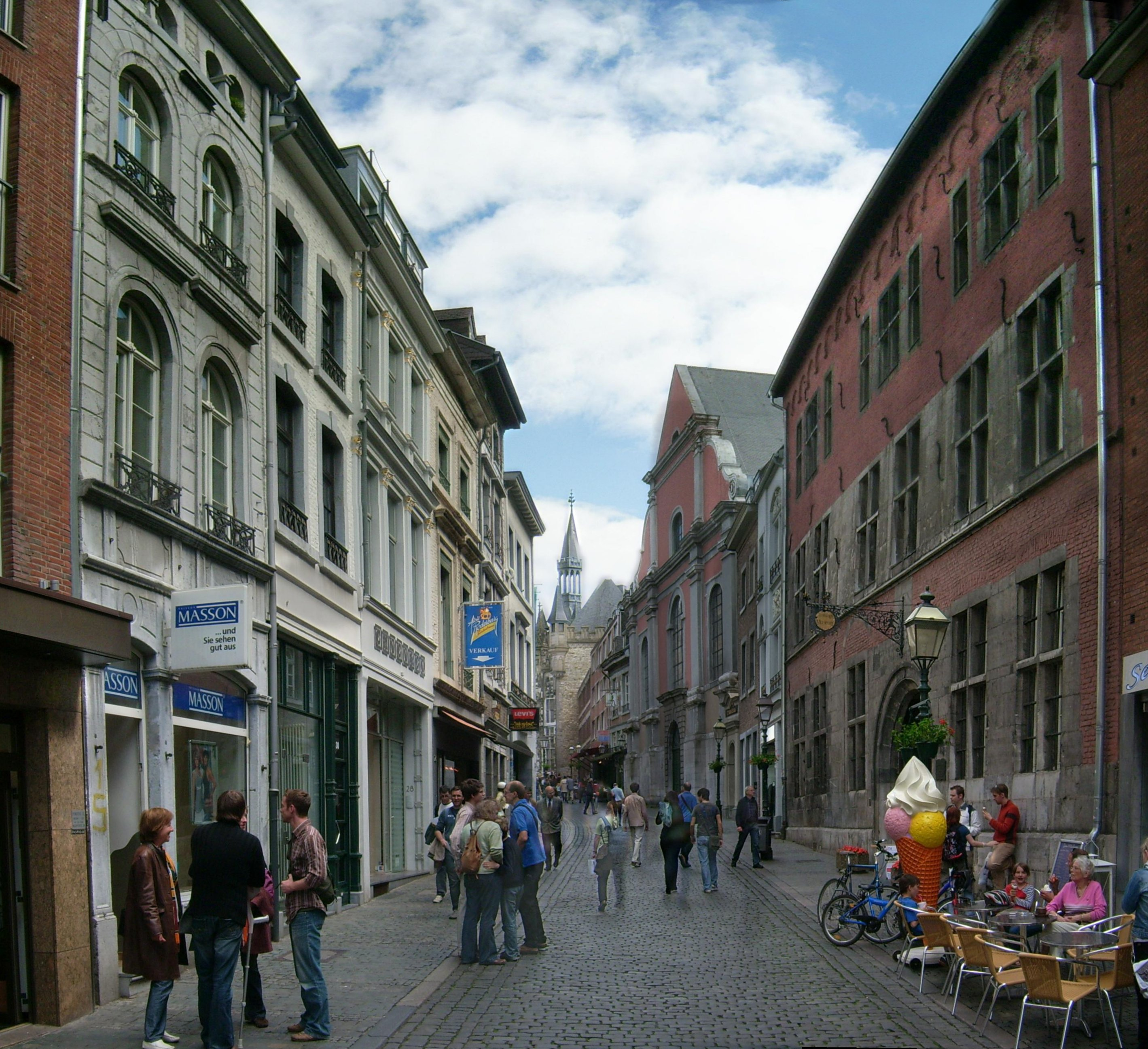
Pontstraße, Blickrichtung Markt, rechts das Große Haus von Aachen und die Aula Carolina

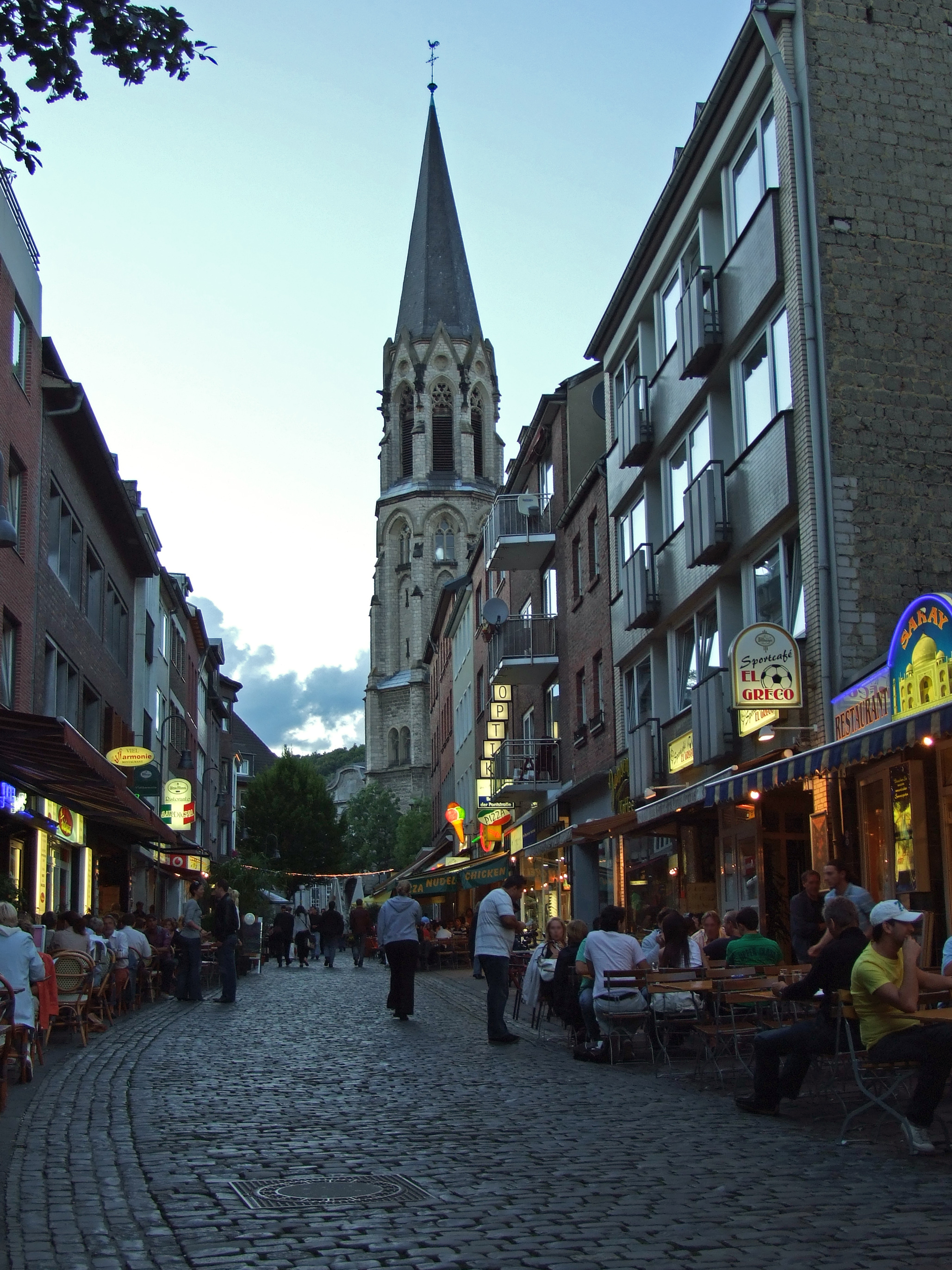
Pontstraße in der Abenddämmerung, Blickrichtung Hl. Kreuz-Kirche

Die Pontstraße ist eine Straße in Aachen, die vom Ponttor bis zum Marktplatz vor dem Rathaus verläuft. Sie ist Teil des ehemaligen Königswegs, den Könige im Mittelalter über Krefeld und Roermond kommend nahmen. In der Kaiserstadt Aachen ließen sie sich krönen. Bereits im Jahre 1232 findet sich die Beschreibung platea que punt appelatur für diese Straße. Dies ließe sich etwa übersetzen mit „Straße, die punt genannt wird“.
An der Einmündung der Straße Pontdriesch liegt die Kirche Heilig Kreuz. In der Nähe steht seit 1372 das ehemalige Prioratshaus. Paul Julius Reuter gründete im Haus Pontstraße 117 die heute noch bekannte Nachrichtenagentur Reuters. Weiter südlich kreuzt die Straße einen Teil des alten Mauerrings (Barbarossamauer). Hier befand sich auch das sogenannte Pontmitteltor. Rechter Hand Richtung Marktplatz ist der bereits 1573 errichtete Lombard (Pontstraße 53) zu finden, ein ehemaliges Pfandhaus, an das Laurenz Mefferdatis 1705 einen Versteigerungssaal anbaute. Im Zweiten Weltkrieg wie auch die daneben befindliche Theresienkirche zerstört, ist ein Teil des Gebäudes, der Lombardsaal, heute rekonstruiert und dient der RWTH Aachen als repräsentativer Veranstaltungssaal.
Dem Lombard gegenüber, in der Pontstraße 76–80, befand sich seit dem 14. Jahrhundert die Klosteranlage der Deutschordenskommende St. Aegidius, einer Kommende der Deutschordensballei Alden Biesen. Von den Klosteranlagen des 1944 zerstörten Gebäudes existieren heute nur noch Teile der Umfassungsmauern. Im weiteren Verlauf der Straße befindet sich das zweitälteste Haus Aachens aus dem Jahre 1495, auch genannt das Große Haus von Aachen. Es trägt die Hausnummer 13. Das Steinhaus überstand den Stadtbrand von 1656. Es wurde von 1851 bis 1854 von Stadtbaumeister Friedrich Joseph Ark zur Polizeidirektion umgebaut und diente unter anderem als Gefängnis. Heute ist es das Gebäude des Internationalen Zeitungsmuseums. Weiter südlich befindet sich die Aula Carolina, die ehemalige Kirche St. Katharina des Klosters der Augustiner-Eremiten. Ihr Bau wird im 13. Jahrhundert erstmals erwähnt. Zum heute bekannten Gebäude wurde der Grundstein jedoch am 11. Mai 1663 gelegt.
Das Ende der Pontstraße am Marktplatz wird geprägt durch die beiden unter Denkmalschutz stehenden Eckhäuser Haus Löwenstein aus dem Jahr 1344 und das Haus Brüssel, 1785 von Jakob Couven erbaut.
Heute befinden sich in der Pontstraße zahlreiche Kneipen, Cafés, Restaurants, Diskotheken und Gebäude der RWTH Aachen. Sie ist im Nordteil größtenteils Treffpunkt für junge Leute.